# Persone di nome Pierre/Politici
| Questa pagina contiene informazioni ricavate automaticamente dalle voci biografiche con l'ausilio del template Bio e di un bot. L'aggiornamento è periodico e automatico e ricostruisce completamente la pagina. Se manca una persona in questa lista, sei pregato di non aggiungerla, ma accertati piuttosto che la sua voce biografica contenga il template Bio e che i dati anagrafici siano correttamente compilati. Se il template Bio manca, inseriscilo tu stesso o, in alternativa, metti l'avviso {{tmp\|Bio}} che ne segnala la mancanza. Se i dati riportati sono sbagliati, correggi direttamente la voce biografica; le modifiche saranno visibili in questa lista entro pochi giorni. Per chiarimenti vedi il progetto antroponimi. La lista contiene solo le 54 persone che sono citate nell'enciclopedia e per le quali è stato implementato correttamente il template Bio. Pagina aggiornata al 23 mar 2025. |

Questa è una lista di persone presenti nell'enciclopedia che hanno il nome Pierre e sono politici.

## A(1)
- Pierre Aubert, politico svizzero (La Chaux-de-Fonds, n. 1927 - † 2016)

## B(5)
- Pierre Bérégovoy, politico francese (Déville-lès-Rouen, n. 1925 - Nevers, † 1993)
- Pierre Alain Boudousquié, politico francese (Cahors, n. 1791 - Cahors, † 1867)
- Pierre Brossolette, politico, giornalista e partigiano francese (Parigi, n. 1903 - Parigi, † 1944)
- Pierre Broussel, politico francese (n. 1575 - † 1654)
- Pierre Buyoya, politico e militare burundese (Rutovu, n. 1949 - Parigi, † 2020)

## C(2)
- Pierre Chaux, politico francese (n. 1755 - Nantes, † 1817)
- Pierre Cot, politico francese (Grenoble, n. 1895 - Coise-Saint-Jean-Pied-Gauthier, † 1977)

## D(10)
- Pierre Daru, politico, militare e scrittore francese (Montpellier, n. 1767 - Meulan, † 1829)
- Pierre Daunou, politico, storico e archivista francese (Boulogne-sur-Mer, n. 1761 - Parigi, † 1840)
- Pierre de Decker, politico belga (Zele, n. 1812 - Bruxelles, † 1891)
- Pierre Philippe Denfert-Rochereau, politico e militare francese (Saint-Maixent-l'École, n. 1823 - Versailles, † 1878)
- Pierre Deval, politico francese (Costantinopoli, n. 1758 - Villiers-le-Bel, † 1829)
- Pierre Dharréville, politico, scrittore e giornalista francese (Nanterre, n. 1975)
- Pierre Dumont, politico, scrittore e giurista svizzero (Ginevra, n. 1759 - Milano, † 1829)
- Pierre Dupong, politico lussemburghese (Heisdorf, n. 1885 - Lussemburgo, † 1953)
- Pierre Marie de Grave, politico, generale e nobile francese (Parigi, n. 1755 - Parigi, † 1823)
- Pierre de Rohan-Gié, politico e militare francese (Saint-Quentin-les-Anges, n. 1451 - Seiches-sur-le-Loir, † 1513)

## F(2)
- Pierre Frank, politico francese (Parigi, n. 1905 - Parigi, † 1984)
- Pierre Frieden, politico lussemburghese (Mertert, n. 1892 - Zurigo, † 1959)

## G(5)
- Pierre Gemayel, politico libanese (Bikfaya, n. 1905 - Bikfaya, † 1984)
- Pierre Amine Gemayel, politico libanese (Beirut, n. 1972 - Beirut, † 2006)
- Pierre Graber, politico svizzero (La Chaux-de-Fonds, n. 1908 - Losanna, † 2003)
- Pierre Gramegna, politico lussemburghese (Esch-sur-Alzette, n. 1958)
- Alexandre Guillet, politico francese (Annecy, n. 1802 - Annecy, † 1873)

## H(4)
- Pierre Habumuremyi, politico ruandese (n. 1961)
- Pierre Harmel, politico belga (Uccle, n. 1911 - Bruxelles, † 2009)
- Pierre Howard, politico statunitense (Decatur, n. 1943)
- Pierre Hurmic, politico francese (n. 1955)

## L(6)
- Pierre Laffitte, politico e ingegnere francese (Saint-Paul, n. 1925 - Cagnes-sur-Mer, † 2021)
- Pierre Auguste Lajard, politico e ufficiale francese (Montpellier, n. 1757 - Parigi, † 1837)
- Pierre Laporte, politico canadese (Montréal, n. 1921 - Quebec City, † 1970)
- Pierre Lardinois, politico olandese (Noorbeek, n. 1924 - Amsterdam, † 1987)
- Pierre Larrouturou, politico francese (Périgueux, n. 1964)
- Pierre Laval, politico francese (Châteldon, n. 1883 - Fresnes, † 1945)

## M(3)
- Pierre Mauroy, politico francese (Cartignies, n. 1928 - Clamart, † 2013)
- Pierre Mendès France, politico francese (Parigi, n. 1907 - Parigi, † 1982)
- Pierre Messmer, politico francese (Vincennes, n. 1916 - Parigi, † 2007)

## N(1)
- Pierre Nkurunziza, politico burundese (Bujumbura, n. 1964 - Karuzi, † 2020)

## P(5)
- Eugène Pelletan, politico e scrittore francese (Saint-Palais-sur-Mer, n. 1813 - Parigi, † 1884)
- Pierre Pflimlin, politico francese (Roubaix, n. 1907 - Strasburgo, † 2000)
- Pierre d'Orgemont, politico francese (Lagny-sur-Marne, n. 1315 - Parigi, † 1389)
- Pierre Poilievre, politico canadese (Calgary, n. 1979)
- Pierre Prüm, politico lussemburghese (Troisvierges, n. 1886 - Clervaux, † 1950)

## R(1)
- Pierre-Paul Royer-Collard, politico e filosofo francese (Sompuis, n. 1763 - Châteauvieux, † 1845)

## S(3)
- Pierre Salinger, politico e giornalista statunitense (San Francisco, n. 1925 - Cavaillon, † 2004)
- Pierre Savelli, politico francese (Bastia, n. 1959)
- Pierre Séguier, politico e magistrato francese (Parigi, n. 1588 - Saint-Germain-en-Laye, † 1672)

## T(1)
- Pierre Tirard, politico francese (Ginevra, n. 1827 - Parigi, † 1893)

## V(2)
- Pierre Voizard, politico e funzionario francese (Toul, n. 1896 - Neuilly-sur-Seine, † 1982)
- René van der Linden, politico olandese (Eys, n. 1943)

## W(3)
- Pierre Waldeck-Rousseau, politico francese (Nantes, n. 1846 - Corbeil, † 1904)
- Pierre Werner, politico lussemburghese (Saint-André-lez-Lille, n. 1913 - Lussemburgo, † 2002)
- Pierre Wigny, politico belga (Liegi, n. 1905 - Bruxelles, † 1986)